# ملعب الصالة الرياضية
ملعب كرة قدم سوري يعتبر الملعب الاساسي لنادي الساحل الذي يلعب في الدوري السوري الممتاز .
بدأ العمل في هذا الملعب في عام 1984 وكان من المفروض ان يكون أحد الملاعب الرئيسية في دورة البحر المتوسط وان يتسع ل 35000 ولكن لاسباب مجهولة تم توقيف العمل به واقتصرت الدورة على ملاعب محافظة اللاذقية .
وفي عام 1993 استكمل العمل به حيث تم بناء مدرج وحيد من الجهة الغربية يتسع ل 8000 متفرج وبقي الحال على ذلك حتى وقتنا الحاضر .
وفي الفترة بين 2000 و 2009 كان الملعب هو الاساسي لتدريبات منتخب سوريا للرجال .
وفي عام 2018 وبعد صعود نادي الساحل إلى الدوري الممتاز ، وبسبب ازدياد عدد الجماهير المناصرة للساحل بشكل كبير جدا حيث كان يصل عدد للجمهور في بعض المباريات ل 10000 متفرج ، أقر الاتحاد الرياضي العام بخطته الجديدة لعام 2019 اولوية استكمال مدرجات الملعب بشكل كامل ، حيث سيتم بناء مدرجات على كامل الملعب كما كان مقرر في الخطة الاساسبة حيث سيصل إلى 35000 متفرج ، كما سيتم بناء مظلة للمدرج الرئيسي وصيانة كافة مرفقات الملعب وارضيته .

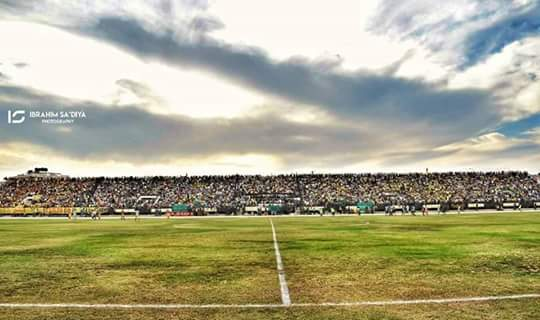

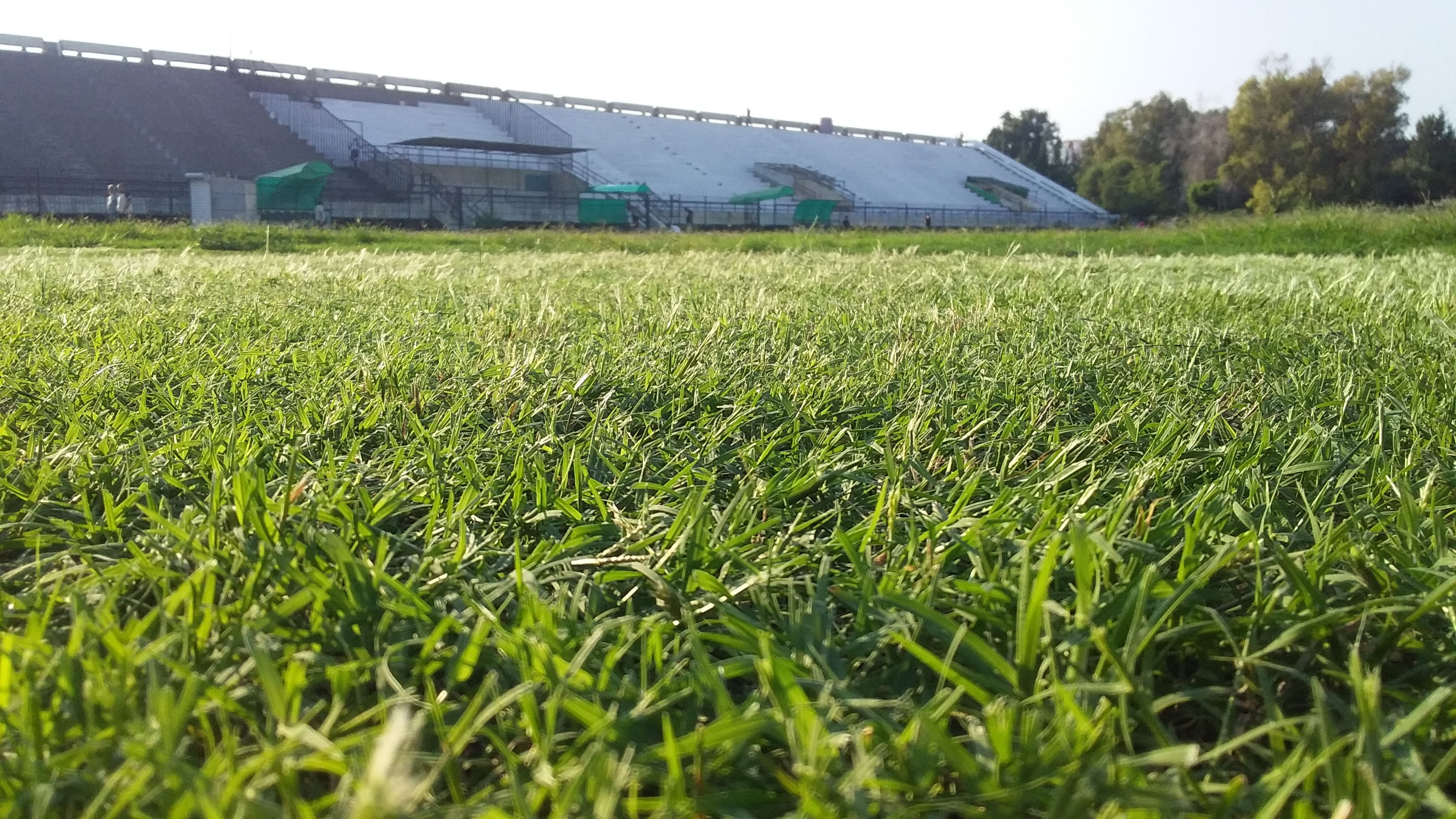